# Temnaspis
Temnaspis es un género de escarabajos de la familia Megalopodidae, que contiene las siguientes especies:
- Temnaspis arida Westwood, 1864
- Temnaspis ashlocki Kimoto & Gressitt, 1979
- Temnaspis bengalensis Westwood, 1864
- Temnaspis bicoloripennis Pic, 1950
- Temnaspis bidentatus Pic, 1922
- Temnaspis bifasciata Mohamedsaid, 1999
- Temnaspis bonneuili Pic, 1947
- Temnaspis brunneipennis Pic, 1926
- Temnaspis centromaculata Medvedev & Sprecher-Uebersax, 1997
- Temnaspis chrysopyga Westwood, 1864
- Temnaspis cumingii Westwood, 1864
- Temnaspis discolineata Pic, 1938
- Temnaspis diversesignatus Pic, 1955
- Temnaspis dohrni Jacoby, 1899
- Temnaspis downesi Pic, 1922
- Temnaspis elegans Chujo, 1951
- Temnaspis flavicornis Jacoby, 1892
- Temnaspis humeralis Jacoby, 1890
- Temnaspis japonicus Baly, 1873
- Temnaspis kuntzeni Reineck, 1923
- Temnaspis lugubris Westwood, 1864
- Temnaspis luteimembris (Pic, 1951)
- Temnaspis maculata Pic, 1926
- Temnaspis mouhoti Baly, 1864
- Temnaspis nigricollis Jacoby, 1899
- Temnaspis nigripennis Jacoby, 1890
- Temnaspis nigroplagiata Jacoby, 1892
- Temnaspis otrofasciatus (Pic, 1951)
- Temnaspis purpureotinctus Medvedev, 2002
- Temnaspis quadriplagiata Bryant, 1934
- Temnaspis squalidus Allard, 1892
- Temnaspis testaceoapicalis Pic, 1955
- Temnaspis vietnamensis Medvedev, 1985
- Temnaspis westwoodii Baly, 1865